# Westfield Center
Westfield Center is een plaats (village) in de Amerikaanse staat Ohio, en valt bestuurlijk gezien onder Medina County.

## Demografie
Bij de volkstelling in 2000 werd het aantal inwoners vastgesteld op 1054.
In 2006 is het aantal inwoners door het United States Census Bureau geschat op 1149, een stijging van 95 (9,0%).

## Geografie
Volgens het United States Census Bureau beslaat de plaats een oppervlakte van
5,5 km², geheel bestaande uit land. Westfield Center ligt op ongeveer 311 m boven zeeniveau.

## Plaatsen in de nabije omgeving
De onderstaande figuur toont nabijgelegen plaatsen in een straal van 8 km rond Westfield Center.